# Михайлов, Валентин Вахтангович
Валентин Вахтангович Миха́йлов (род. 31 января 1944) — советский и российский учёный, политический деятель, депутат Государственной Думы ФС РФ первого созыва (1993—1995).

## Биография
Родился 31 января 1944 года в Вохомском районе Вологодской (ныне Костромской) области. В 1966 году получил высшее образование в Казанском государственном университете. С 1966 по 1969 учился в аспирантуре КФТИ. В 1973 году защитил диссертацию на соискание учёной степени кандидата физико-математических наук. С 1969 по 1990 год работал в Казанском физико-техническом институте Академии наук СССР. В 1990 году избран народным депутатом Татарской АССР, был членом Верховного Совета Татарской АССР.
В 1994 году на повторных (предыдущие были признаны несостоявшимися при его победе - 40% голосов) выборах был избран депутатом Государственной думы ФС РФ первого созыва по Приволжскому одномандатному избирательному округу № 27 (был выдвинут избирательным блоком Татарстана «Равноправие и законность» и общероссийским «Выбором России»), получив 23,9% голосов. В Государственной Думе был членом комитета по делам Федерации и региональной политике, избран председателем подкомитета по вопросам конституционного федерализма. Входил во фракцию «Выбор России».
В 2005 году защитил диссертацию на соискание учёной степени доктора исторических наук по теме «Становление федеративных отношений в Российской Федерации в 1990—2002 годах».

## Законотворческая деятельность
За время исполнения полномочий депутата Государственной думы I созыва выступил соавтором двух законодательных инициатив и поправок к проектам федеральных законов.

## Семья
Женат, имеет сына и дочь.

## Публикации
В.В. Михайлов. Конституция для Президента. Казанские ведомости, 3.11.1992.
В.В. Михайлов, И.Т. Султанов.  В тумане формулировок руководство Татарстана выводит республику из Федерации. (Конституция принята. Что дальше?) Вечерняя Казань, 30.11.1992.
В.В. Михайлов. Некоторые уроки выборов в Татарстане. Открытая политика, 4/1995, стр.30—35.
В.В. Михайлов. Политический хамелеон. Открытая политика, 9/1996, стр.58—62.
В.В. Михайлов. К какой федерации мы идем? В связи с проектом объединения России и Белоруссии. Открытая политика, 7/1997, стр.21— 26.
В.В. Михайлов. Права и свободы человека и гражданина в конституциях и уставах субъектов Федерации. Журнал российского права, 5/1997, стр.22—40.
В.В. Михайлов. Разделенный суверенитет и суверенная Россия. Открытая политика, 1/1998, стр.73-81
В.В. Михайлов. Шаг за шагом - к независимости от России? Вечерняя Казань, 18.03.1998.
В.В. Михайлов. Время для сохранения единой федеративной России не упущено. (О двух конституционных пробелах в федеративном устройстве России). Пробелы в Российской Конституции и возможности ее совершенствования. Центр конституционных исследований Московского Общественного Научного Фонда. Москва, 1998 , стр. 67-74.
В.В. Михайлов. Количество демократии. (Анализ выборов Президента РФ 1996 г. в регионах). Армагеддон, книга 3 (май-июнь). Москва,1999. С.134-153.
В.В. Михайлов. Татарстан: годы суверенитета. Краткие итоги. Michailov Valentin. Tatarstan: Jahre der Souveranitat. Eine kurze Bilanz. Osteuropa, 4/1999, 366-386.
В.В. Михайлов, В.А. Бажанов, М.Х. Фарукшин (ред.). Особая зона: выборы в Татарстане. (Ульяновск: КОМПА, 2000), 318 с.
ISBN 5-7769-0018-2 . Доступно:  http://www.democracy.ru/library/articles/tatarstan/
В. Михайлов. Преобразования в Татарстане в постсоветский период: взгляды западных исследователей.  В книге: Профессионалы за сотрудничество, выпуск 5. Москва, 2002.  c. 234- 257
М.Х. Фарукшин,  В.В. Михайлов (ред.). Что хотел бы знать избиратель Татарстана о выборах (но не знает где это спросить).
(Казань: Грандан – КОМПА - ИРИС, 2002), 162 с.  ISBN 5-89928-060-3 https://www.democracy.ru/library/publications/media/tatarstan_voter_book/index.html
В.В. Михайлов. Республика Татарстан: демократия или суверенитет? М. 2004, 466 с.
Доступно: https://drive.google.com/file/d/1DnVsfxSlerXMELS1CfFHtYezbyzSLIL0/view?usp=sharing
В. Михайлов. Российская Федерация: вектор направления и скорость приближения к демократии. Федерализм. 4 (32), 2003, с. 87-108.
V. Mikhailov. Democratizatization in Russia and Regional Authoritarianism: Tatarstan and Bashkortostan.
In Gerald Hinteregger and Hans-Georg Heinrich (eds.) Russia–Continuity and Change. Springer. Wien, New York, 2004, p. 511-526.
V. Mikhailov. Regional Elections and Democratization in Russia. In: Cameron Ross (ed.)  Russian Politics under Putin.
Manchester University Press, Manchester and New York, 2004, p. 198-220. 
Mikhailov Valentin. Chechnya and Tatarstan: Differences in Search of an Explanation. In Richard Sakwa (ed.), Chechnya: From Past to Future.
(London, Anthem Press; Sterling, VA, Stylus Publishers, 2005), pp. 43–66.
В В Михайлов. Прозрачность электорального процесса в Российской Федерации: законодательство и практика. Политический процесс в условиях подготовки         к избирательным кампаниям 2007-2008 гг. в Российской Федерации. Материалы всероссийской научно-практической конференции, 4-5 декабря 2006 г. Казань, «Слово», 2007. с. 318-325.
В В Михайлов. Российские политические партии и административный ресурс на выборах. Гражданин, солдат, ученый. Воспоминания и исследования.
Памяти А.И. Зевелева. Собрание, М. 2007. с. 421- 433.
Валентин Михайлов. Статистический анализ результатов выборов: необходимость включения в правовое поле.
Российское электоральное обозрение, №1, 2010, с. 20-30. http://www.irena.org.ru/
V. V. Mikhailov.  Authoritarian Regimes of Russia and Tatarstan: Coexistence and Subjection. The Journal of Communist Studies and Transition Politics. No.4, V.26, 2010, p. 471- 493.
Валентин Михайлов. Двадцать вторая поправка к Конституции США. Ограничение длительности президентского правления. Вестник Европы, 2012, №34-35. https://magazines.gorky.media/vestnik/2012/34/popravka-22.html
Valentin Michajlow. Die Rolle der autonomen Republiken der RSFSR im sowjetischen Zerfallsprozess. Der Zerfall der Sowjetunion. Martin Malek (Ed.), Anna Schor-Tschudnowskaja (Ed.) Edition 2013, ISBN 978-3-8329-6320-0, seiten 419-444.  (Валентин Михайлов. Роль регионов России (особенно Татарстана) в распаде СССР. Распад Советского Союза. Малек М., Шор-Чудновская А. (редакторы и авторы). На немецком яз. Вышла из печати декабрь 2011.Сборник статей, 26 авторов из Германии, Швейцарии, Австрии, России, Латвии,…).
Valentin Mikhailov. Political, Social and Ethnic Protests in Bashkortostan and Tatarstan. In: Systemic and Non-Systemic Opposition in the Russian Federation. Civil Society Awakens? Ed. Cameron Ross. Ashgate, 2015.  p. 153-177.
В.В. Михайлов. Выборы Президента РФ 1996 г. О размерах фальсификаций. 31.05.2021.
http://electoralpolitics.org/ru/articles/vybory-prezidenta-rf-1996-g-o-razmerakh-falsifikatsii/